# 霍桑效应
霍桑效应（英語：Hawthorne effect），又称霍索恩效应，是心理学上的一种实验者效应，是指当被观察者知道自己成为被观察对象而改变行为倾向的反应。霍桑效应起源于1927年至1932年期间，美国哈佛大学心理学教授埃尔顿·梅奥带领学生和研究人员在西方電器公司位于伊利诺伊州的霍桑工厂进行的一系列心理学实验。

## 實驗內容
霍桑研究在1924年至1932年进行，因大萧条而終止。1927年在「繼電器裝配試驗室實驗」（Relay Assembly Test Room Experiments），Fritz J. Roethlisberger 與 William J. Dickson 给出了大量实验细节，但是很少解释。哈佛大學商学院的心理学教授乔治·埃尔顿·梅奥作了简短总结，包括表述了不管照明条件、休息時間的長短與次數及工作日數等因素如何，只要给予工人积极关注與自我管理权都可以创造积极的团体氛围而提高产量。霍桑研究是一系列对工人在改善各种条件下（薪酬、照明条件、工间休息等）其生产效率变化情况的研究，但在一段时间后发现，此等條件之改善并未对生产率上升产生明显效果，有些甚至回到初始的状况。这个现象在单个工人以及团体测试中都存在。
实验者设计的变量既不是唯一的也不是显著的主导生产率变化的因素。由梅奥教授等作出的一个解释是：“六个人组成了一支团体，这个团体在实验诚心且自发地合作了。”此即后来提出的“非正式組織”概念。1955年，兰斯伯格尔（Henry A. Landsberger）重新解释了实验成果并定名为“霍桑效应”。

## 時代背景
霍桑工廠是一個製造電話交換機的工廠，具有較完善的娛樂設施、醫療制度和養老金制度，但工人們仍憤憤不平，生產成績很不理想。為找出原因，美國國家研究委員會組織研究小組開展了實驗研究。
古典管理理論的傑出代表泰勒、法約爾等人在多方面卓越地貢獻了管理思想和管理理論的發展，並深刻影響管理實踐，但是他們都著重強調管理的科學、合理、紀律；而未足夠重視管理中人的因素和作用。他們的理論是基於這樣一種假設，即社會是由一群群無組織的個人所組成的；他們在思想上、行動上力爭獲得個人利益，追求最大限度的經濟收入，即“經濟人”；管理部門面對的僅僅是單一的職工個體或個體的簡單總和。基於這種認識，工人被安排去從事固定的、枯燥的和過分簡單的工作，成了活機器。從20年代美國推行科學管理的實踐來看，泰勒制在使生產率大幅度提高的同時，也使工人的勞動變得異常緊張、單調和勞累，因而引起了工人們的強烈不滿，並導致工人的怠工、罷工以及勞資關係日益緊張等事件的出現；另一方面，隨著經濟的發展和科學的進步，有著較高技術水平的工人逐漸佔據了主導地位，體力勞動也逐漸讓位於腦力勞動，也使得單純使用古典管理理論已不合時宜。

## 實驗階段

### 照明實驗
時間從1924年11月至1927年4月。
當時關於生產效率的理論佔統治地位的是勞動醫學的觀點，認為也許影響工人生產效率的是疲勞和單調感等，於是當時的實驗假設便是“提高照明度有助於減少疲勞，使生產效率提高”。可是經過兩年多實驗發現，照明度的改變對生產效率並無影響。具體結果是：當實驗組照明度增大時，實驗組和控制組都增產；當實驗組照明度減弱時，兩組依然都增產，甚至實驗組的照明度減至0.06燭光時，其產量亦無明顯下降；直至照明減至如月光一般、實在看不清時，產量才急劇降下來。
從1927年起，以梅奧教授為首的哈佛大學心理學工作者將實驗工作接管下來，繼續進行。

### 福利實驗
福利實驗是繼電器裝配測試室研究的一個階段，時間是從1927年4月至1929年6月。
實驗目的總的來說是查明福利待遇的變換與生產效率的關係。但經過兩年多的實驗發現，不管福利待遇如何改變（包括工資支付辦法的改變、優惠措施的增減、休息時間的增減等），都不影響產量的持續上升，甚至工人自己對生產效率提高的原因也說不清楚。
後經進一步的分析發現，導致生產效率上升的主要原因如下：
1. 參加實驗的光榮感。實驗開始時6名參加實驗的女工曾被召進部長辦公室談話，她們認為這是莫大的榮譽。這說明被重視的自豪感對人的積極性有明顯的促進作用。
2. 成員間良好的相互關係。

### 訪談實驗
研究者在工廠中開始了訪談計劃。此計劃的最初想法是要工人就管理當局的規劃和政策、工頭的態度和工作條件等問題作出回答，但這種規定好的訪談計劃在進行過程中卻大出意料之外，得到意想不到的效果。工人想就工作提綱以外的事情進行交談，工人認為重要的事情並不是公司或調查者認為意義重大的那些事。訪談者了解到這一點，及時把訪談計劃改為事先不規定內容，每次訪談的平均時間從三十分鐘延長到1-1.5個小時，多听少說，詳細記錄工人的不滿和意見。訪談計劃持續了兩年多。工人的產量大幅提高。
工人們長期以來對工廠的各項管理制度和方法存在許多不滿，無處發洩，訪談計劃的實行恰恰為他們提供了發洩機會。發洩過後心情舒暢，士氣提高，使產量得到提高。

### 群體實驗
群體實驗是銀行電匯室研究。
梅奧等人在這個試驗中是選擇14名男工人在單獨的房間裡從事繞線、焊接和檢驗工作。對這個班組實行特殊的工人計件工資制度。
實驗者原來設想，實行這套獎勵辦法會使工人更加努力工作，以便得到更多的報酬。但觀察的結果發現，產量只保持在中等水平上，每個工人的日產量平均都差不多，而且工人並不如實地報告產量。深入的調查發現，這個班組為了維護他們群體的利益，自發地形成了一些規範。他們約定，誰也不能幹的太多，突出自己；誰也不能幹的太少，影響全組的產量，並且約法三章，不准向管理當局告密，如有人違反這些規定，輕則挖苦謾罵，重則拳打腳踢。進一步調查發現，工人們之所以維持中等水平的產量，是擔心產量提高，管理當局會改變現行獎勵制度，或裁減人員，使部分工人失業，或者會使幹得慢的伙伴受到懲罰。
這一試驗表明，為了維護班組內部的團結，可以放棄物質利益的引誘。由此提出“非正式群體”的概念，認為在正式的組織中存在著自發形成的非正式群體，這種群體有自己的特殊的行為規範，對人的行為起著調節和控制作用。同時，加強了內部的協作關係。
1933年，梅奧出版了《工業文明的人類問題》。

## 實驗結論
1. 改变工作条件和劳动效率之间没有直接的因果关系；
2. 提高生产效率的决定因素是员工情绪，而不是工作条件；
3. 关心员工的情感和员工的不满情绪，有助于提高劳动生产率。

研究者认为，这种自然形成的非正式组织，它的职能，对内在于控制其成员的行为，对外则为了保护其成员，使之不受来自管理阶层的干预。这种非正式的组织一般都存在着自然形成的领袖人物。至于它形成的原因，并不完全取决于经济的发展，主要是与更大的社会组织相联系。 推翻「胡蘿蔔與棒子」（Carrot and stick）可提升生產力的看法，反而認為主管的關懷才是關鍵。由於論點並不一致，所以當時經理人員有些採任務導向，有些則採關係導向，有些乾脆兩者並用。
霍桑实验最初的研究是探讨一系列控制条件（薪水、车间照明度、湿度、休息间隔，等）对员工工作表现的影响。研究中意外发现，各种试验处理对生产效率都有促进作用，甚至当控制条件回归初始状态时，促进作用仍然存在。这一现象发生在每一名受试验者身上，对于受试验者整体而言，促进作用的结论亦为真。 
很显然，实验假设的各项条件并非是唯一的或决定性的生产效率影响因素。对此，梅奥以及他的助手们所做的解释是，受试者对于新的实验处理会产生正向反应，即由于环境改变（试验者的出现）而改变行为。所以绩效的提高，并非由实验操控造成。这种效果就是我们所称的“霍桑效应”。

## 霍桑效应的优点
- 能够清楚地发现员工关心的事项。
- 如果模型建设适当、准确的话，它所给出的解决生产力的办法具有长期的、可持续的特点。
- 对员工工作条件进行持续性衡量评估，有助于管理者指定长期的战略决策。

## 霍桑效应的缺点
- 一些内在的工作环境属性难以辨识，如组织动力。
- 生产力模型的参数选择a、b、c比较主观，取决于管理人员的个人认识。
- 关键性的工作环境属性是动态的，模型需要不断调整反映现实情况。
- 从总体上来看，生产力模型的准确度与管理人员的个人判断力、敏锐性紧密相关。

## 参看
- 动机
- 胡桑實驗學派